# 하나가키촌
하나가키촌(花垣村)은 일본 미에현 나가군에 설치되었던 촌이다. 현재의 이가시의 서부에 해당한다.